# Manchester United Football Club 2005-2006
Questa voce raccoglie le informazioni riguardanti il Manchester United Football Club nelle competizioni ufficiali della stagione 2005-2006.

## Stagione
In Premier League Il Manchester United arriva secondo (83 punti) dietro al Chelsea (91 punti), accedendo alla fase a gironi della Champions League. Il percorso nella FA Cup si interrompe agli ottavi di finale contro il Liverpool (0-1), che non riusciva in questa impresa dal 1921. In Football League Cup arriva invece il successo finale, battendo il Wigan Athletic per 4-0.
In Champions League l'avventura si conclude presto: dopo aver eliminato ai preliminari il Debrecen VSC, il Manchester United non riesce a superare la fase a gironi.

## Maglie e sponsor
| Casa | Trasferta | Terza divisa |

## Rosa
La rosa del Manchester United nella stagione 2005-2006 (Premier League) era così composta:
| N. |                                | Ruolo | Calciatore           |
| -- | ------------------------------ | ----- | -------------------- |
| 1  | Stati Uniti (bandiera)         | P     | Tim Howard           |
| 2  | Inghilterra (bandiera)         | D     | Gary Neville         |
| 3  | Francia (bandiera)             | D     | Patrice Evra         |
| 4  | Argentina (bandiera)           | D     | Gabriel Heinze       |
| 5  | Inghilterra (bandiera)         | D     | Rio Ferdinand        |
| 6  | Inghilterra (bandiera)         | D     | Wes Brown            |
| 7  | Portogallo (bandiera)          | A     | Cristiano Ronaldo    |
| 8  | Inghilterra (bandiera)         | A     | Wayne Rooney         |
| 9  | Francia (bandiera)             | A     | Louis Saha           |
| 10 | Paesi Bassi (bandiera)         | A     | Ruud van Nistelrooy  |
| 11 | Galles (bandiera)              | C     | Ryan Giggs           |
| 13 | Corea del Sud (bandiera)       | C     | Park Ji-sung         |
| 14 | Inghilterra (bandiera)         | C     | Alan Smith           |
| 15 | Serbia e Montenegro (bandiera) | D     | Nemanja Vidić        |
| 16 | Irlanda (bandiera)             | C     | Roy Keane (capitano) |
| 17 | Irlanda (bandiera)             | C     | Liam Miller          |
| 18 | Inghilterra (bandiera)         | C     | Paul Scholes         |

| N. |                        | Ruolo | Calciatore          |
| -- | ---------------------- | ----- | ------------------- |
| 19 | Paesi Bassi (bandiera) | P     | Edwin van der Sar   |
| 20 | Norvegia (bandiera)    | A     | Ole Gunnar Solskjær |
| 22 | Irlanda (bandiera)     | D     | John O'Shea         |
| 23 | Inghilterra (bandiera) | C     | Kieran Richardson   |
| 24 | Scozia (bandiera)      | C     | Darren Fletcher     |
| 25 | Sudafrica (bandiera)   | C     | Quinton Fortune     |
| 26 | Inghilterra (bandiera) | D     | Philip Bardsley     |
| 27 | Francia (bandiera)     | D     | Mikaël Silvestre    |
| 28 | Spagna (bandiera)      | D     | Gerard Piqué        |
| 30 | Inghilterra (bandiera) | P     | Luke Steele         |
| 40 | Inghilterra (bandiera) | A     | Sylvan Ebanks-Blake |
| 41 | Belgio (bandiera)      | C     | Floribert Ngalula   |
| 42 | Italia (bandiera)      | A     | Giuseppe Rossi      |
| 44 | Inghilterra (bandiera) | D     | Adam Eckersley      |
| 46 | Inghilterra (bandiera) | C     | Lee Martin          |
| 49 | Inghilterra (bandiera) | C     | Ritchie Jones       |
| 50 | Irlanda (bandiera)     | C     | Darron Gibson       |